# بريان جون بيرش
بريان جون بيرش (بالإنجليزية: Bryan John Birch)‏ هو رياضياتي بريطاني، ولد في 25 سبتمبر 1931 في Burton upon Trent ‏ في المملكة المتحدة.

## وصلات خارجية
- بريان جون بيرش على موقع الموسوعة البريطانية (الإنجليزية)